# Macoma retrorsa
Macoma retrorsa is een tweekleppigensoort uit de familie van de Tellinidae. De wetenschappelijke naam van de soort is voor het eerst geldig gepubliceerd in 1867 door Sowerby II.